# Флёрш, София
Софи́я Флёрш (нем. Sophia Flörsch; род. 1 декабря 2000, Грюнвальд, Мюнхен, Бавария, Германия) — немецкая автогонщица. В сезоне 2025 года выступала в Indy NXT за команду HMD Motorsports. Пилот Формулы-3 в сезонах 2020, 2023—2024 годов. Участница гонки «24 часа Ле-Мана» в 2020—2022 годах. Бывший пилот немецкого кузовного чемпионата DTM. Призёр заездов ADAC Формулы-4 в сезоне 2017 года. Участница Регионального европейского чемпионата Формулы в сезоне 2019 года, а также чемпионата Европы Формулы-3 в сезоне 2018 года. Гонщица ADAC Формулы-4 в сезонах 2015—2016 годов и Итальянской Формулы-4 в сезоне 2017 года. Обладательница спортивной награды Laureus World Sports Awards 2020 в номинации «Возвращение года». С 2023 года является членом команды Alpine Academy.

## Личная жизнь
Отец — Александр Флёрш, мать — Сюсанне Флёрш (девичья фамилия — Паинхофер), сестра — Летиция Флёрш. Флёрш проводит большую часть своей жизни в Мюнхене с самого рождения. Её отец выступал в картинге. У неё есть собака породы лабрадор по кличке Бадди, у собаки есть аккаунт в Instagram, ведущийся самой Флёрш. Её интересы включают картинг, лыжи и виндсёрфинг. Своими кумирами в автоспорте Флёрш называет Льюиса Хэмилтона, Себастьяна Феттеля и Михаэля Шумахера.

## Гоночная карьера

### Картинг

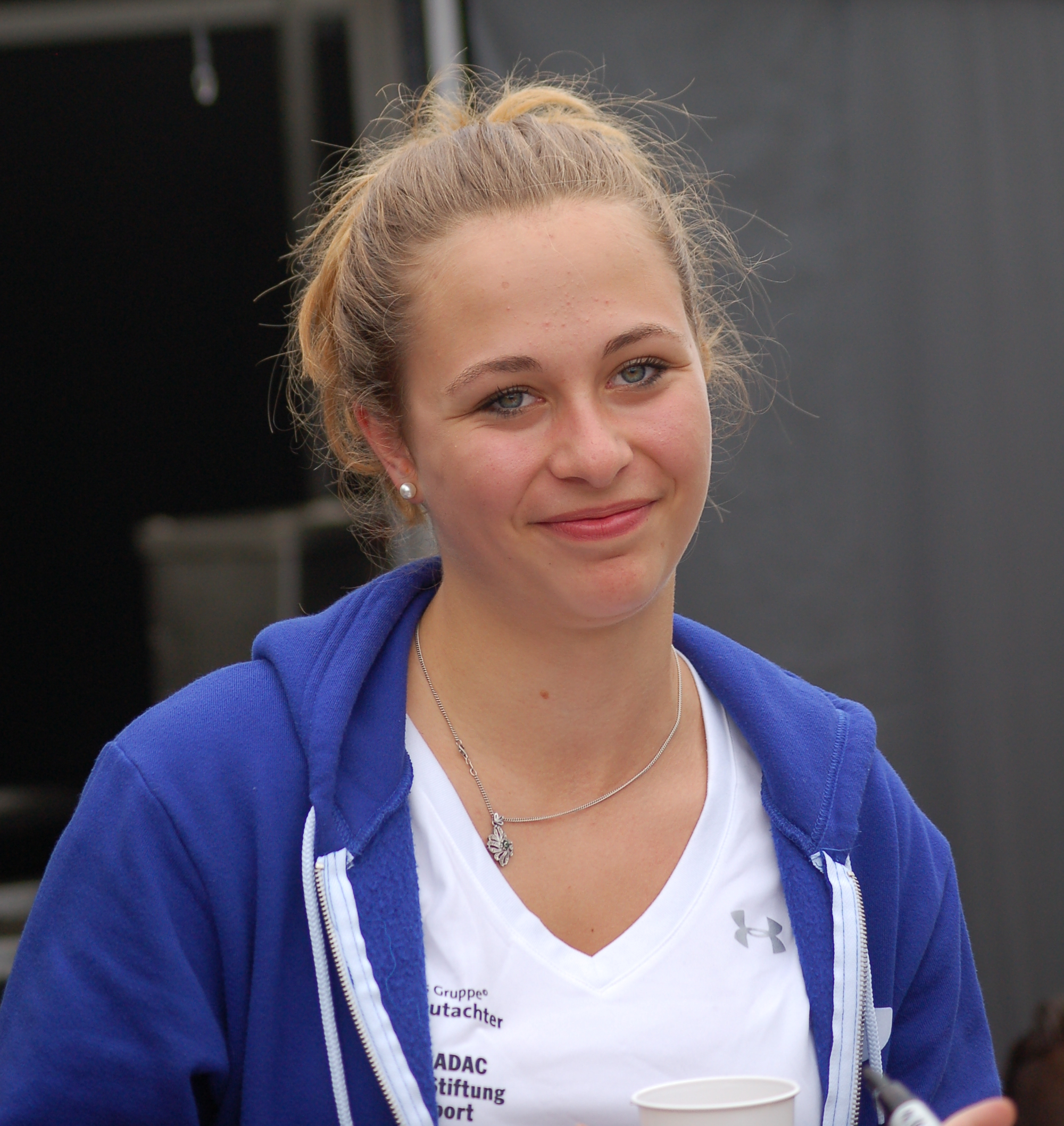
София Флёрш в 2016 году

Первый раз Флёрш села за руль карта в 2005 году, с 2008 по 2014 год Флёрш участвовала в различных картинговых соревнованиях в Европе. Она стала первой гонщицей, а также самой молодой участницей в чемпионатах 2008 SAKC Championship, 2009 ADAC German Championship и 2010 European Championship Easykart, где она выступала.

### Ginetta Junior
В сезоне 2015 года Флёрш участвовала в чемпионате Ginetta Junior Championship за команду HHC Motorsport. За время сезона, она завоевала две победы и ещё два подиума. Она стала самой молодой гонщицей, выигравшей гонку Ginetta Junior, а также первым дебютантом, выигравшим две гонки за один этап. Её сезон был коротким из-за финансовых проблем. София выступала на машине под номером 14, которую назвала Пол.

### Формула-4
В сезоне 2016 года Флёрш подписала контракт с командой Motopark для участия в чемпионате ADAC Формула-4. София выступала на машине под номером 99, которую назвала Хьюго. В своей дебютной гонке, София стала первой гонщицей, набравшей очки в гонке чемпионата ADAC Формула-4. София могла завоевать свой первый подиум в своей третьей гонке, но гонщица столкнулась с другой машиной, и в итоге откатилась на пятое место. Её первый лучший круг был в третьей гонке в Зандворте, в гонке с плохими погодными условиями.
В сезоне 2017 года София участвовала в ADAC Формуле-4 за команду ADAC Berlin-Brandenburg на розовой машине, спонсируемой BWT. Она впервые финишировала на подиуме на Заксенринге, завоевав ещё один подиум на Хоккенхаймринге, где она также завоевала два лучших круга.

### Европейская Формула-3
13 марта 2018 года Флёрш приняла участие в первых тестах Формулы-3 за команду Van Amersfoort Racing. 6 июля 2018 года было объявлено, что она будет выступать за команду Van Amersfoort Racing, начиная с этапа в Зандворте. Она финишировала 22-й в турнирной таблице, завоевав своё единственное очко на Ред Булл Ринге.
С 15 по 18 ноября 2018 года, Флёрш участвовала в мировом кубке Формулы-3 на Гран-при Макао 2018 года. Во время основной гонки, на четвёртом круге, у неё был контакт с Джеханом Дарувалой, который замедлился из-за ошибочно вывешенных жёлтых флагов на прямой, это привело к поломке подвески, в результате Флёрш улетела на большой скорости на повороте Lisboa Bend, врезавшись в машину Шо Цубои и в башню фотографов. София была госпитализирована вместе с Цубои, двумя фотографами и маршалом. У гонщицы диагностировали перелом позвоночника, она перенесла успешную 10-часовую операцию на следующий день.

### Региональная Формула
14 декабря 2018 года команда Van Amersfoort Racing подтвердила, что Флёрш будет выступать за команду в серии Formula European Masters в сезоне 2019 года. После того, как проведение чемпионата отменили, Флёрш и VAR переключились на чемпионат Formula Regional European Championship на улучшенных машинах Формулы-3. Флёрш закончила сезон на 7-м месте в турнирной таблице.

### Формула-3

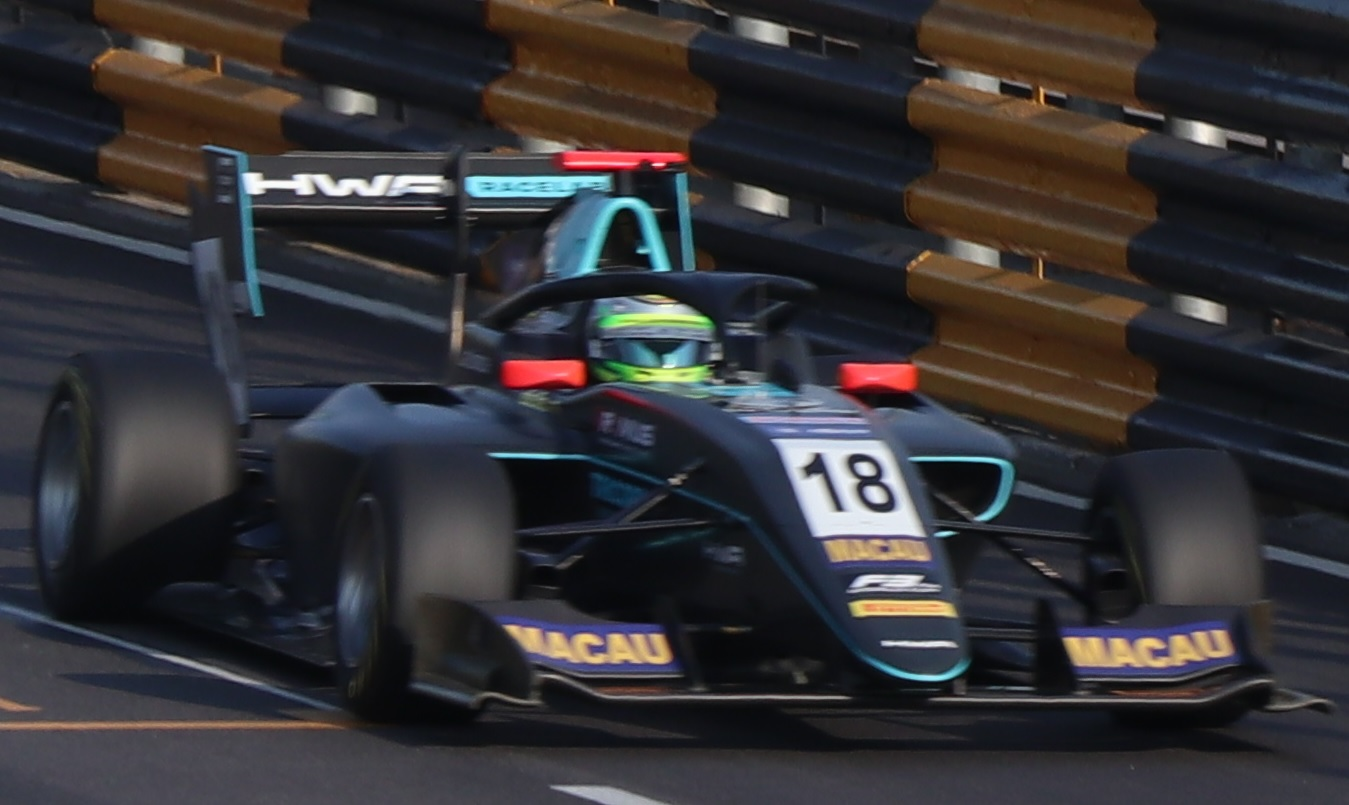
София Флёрш на Гран-при Макао 2019 года

22 октября 2019 года Флёрш провела тесты за команду HWA Team в Валенсии. В начале ноября было подтверждено, что София выступит на Гран-при Макао 2019 года за команду HWA Team. Она не финишировала в гонке из-за технических проблем с машиной.
Флёрш подписала контракт с командой Campos Racing на сезон Формулы-3 2020 года, партнёрами по команде стали Алессио Делледа и Алекс Перони. Она финишировала 29-й из 35 гонщиков в турнирной таблице, лучший результат в гонке 12-е место.
Флёрш подписала контракт с командой PHM Racing by Charouz на сезон Формулы-3 2023 года. Вскоре после этого, команда Alpine подписала с ней контракт в качестве участника Alpine Academy.
Сосредоточившись на сборе данных на первых нескольких этапах, Флёрш завоевала первые очки для себя и для команды PHM Racing by Charouz, заняв 9-е место на трассе Ред Булл Ринг, но затем результат был аннулирован из-за дисквалификации после гонки. Затем совершила 23 и 29 обгонов соответственно в обеих гонках на трассах Хунгароринг и Спа-Франкоршам, перед тем, как набрать очки. Заняв 7-е место в дождевой гонке в Спа, Флёрш заработала 6 очков, что стало важным достижением для женщин в автоспорте, поскольку она стала первой женщиной, набравшей очки в Формуле-3, и для команды, поскольку Charouz набрала всего одно очко за весь сезон Формулы-3 2022 года.
В конце сезона 2023 года Флёрш вернулась в команду Van Amersfoort Racing для участия в Гран-при Макао 2023 года. В отличие от двух предыдущих попыток, на этот раз смогла финишировать на 11-м месте, опередив обоих своих напарников по команде.
Флёрш перешла в Van Amersfoort Racing на сезон Формулы-3 2024 года.

### Гонки на выносливость

София Флёрш на «24 часах Ле-Мана» 2022 года

Флёрш совмещала сезон Формулы-3 2020 года с дебютом в гонках спортпрототипов, пропустив этап Формулы-3 в Спа, чтобы принять участие в гонке Ле-Кастелле 240 с Бейтске Виссер за команду Richard Mille Racing Team в классе LMP2 в сезоне 2020 года Европейской серии Ле-Ман. Экипаж также принял участие в 24 часах Ле-Мана 2020 года, где она финишировала 9-й вместе с Виссер и Татьяной Кальдерон.
София продолжила выступать за Richard Mille Racing Team в сезоне 2021 года, на этот раз в чемпионате FIA WEC. Она также провела одну гонку в сезоне 2021 года в Европейской серии Ле-Ман в Портимане. Флёрш финишировала третьей вместе с Фердинандом Габсбургом и Ричардом Брэдли, завоевав для команды первый подиум и став первой гонщицей, финишировавшей в абсолютном зачёте на подиуме.
Флёрш также приняла участие в тестах за команду WRT после сезона 2021 года FIA WEC в Бахрейне.
В 2022 году Флёрш покинула команду Richard Mille Racing Team, чтобы присоединиться к российской команде G-Drive Racing и вернуться на полный сезон в Европейскую серию Ле-Ман, управляя одним из двух автомобилей команды Oreca 07 в классе LMP2 вместе с Романом Русиновым. План быстро изменился после ухода команды G-Drive Racing из-за вторжения России на Украину. Algarve Pro Racing, которая должна была стать клиентской командой G-Drive Racing, взяла на себя участие самостоятельно, подписав контракт с Софией и обладателем подиумов в Формуле-2 Бента Вискаля. Несмотря на то, что гонщики Algarve Pro Racing не имели опыта по сравнению с конкурирующими экипажами из трёх гонщиков, команда заняла второе место в дебюте на трассе Поль Рикар. Однако это стало кульминацией их сезона, поскольку поздний прокол в Имоле, несвоевременный жёлтый флаг в Монце и старт с пит-лейна в Барселоне ухудшили их следующие результаты, прежде чем Флёрш освободила свое место на последних двух этапах. Она также участвовала в гонке «24 часа Ле-Мана» 2022 года вместе с Джеком Эйткеном и обладателем бронзовой гоночной лицензии Джоном Фалбом, где Софию тоже постигла неудача. Когда машины выстроились в очередь к старту гонки, машина Флёрш остановилась на линии старт-финиш из-за проблемы с датчиком. Ей удалось перезапустить его и доехать до боксов, но команда потеряла пять кругов и все надежды на подиум, пока команда устраняла проблему. В итоге команда вернулась на пятое место в подклассе LMP2 Pro/Am, поскольку Эйткен показал 8-е место по лучшему кругу в LMP2, а Флёрш стала 3-м самым быстрым гонщиком с серебряной лицензией.
В 2025 году Флёрш вернулась в паддок LMP2, подписав контракт с командой Algarve Pro Racing в качестве тест-пилота и гонщика по развитию.

### DTM
Совмещая её программу в FIA WEC, Флёрш выступала в DTM в сезоне 2021 года за немецкую команду Abt Sportsline со спонсорами от Schaeffler. Первая половина сезона оказалась для неё непростой, так как София выступала на единственной машине марки Audi, которая стала пионером системы дистанционного управления Schaeffler «Space Drive», но Флёрш изменила ситуацию, набрав 8 очков в 14 гонках, в её дебютном сезоне в классе автомобилей GT3. София стартовала во всех гонках сезона, за исключением этапа на Нюрбургринге, где за рулём был Маркус Винкельхок. По итогам сезона Флёрш заняла третье место в голосовании среди болельщиков «Гонщик года».

### Indy NXT
19 декабря 2024 года Флёрш подписала контракт с командой HMD Motorsports на участие в серии Indy NXT в сезоне 2025 года. Проблемы с бюджетом привели к тому, что Софии пришлось завершить сезон после одной гонки.

## Стиль пилотирования
Стиль пилотирования Софии — агрессивный. Флёрш в интервью говорила: «Многие люди всегда говорят, что женщина не может быть такой агрессивной на трассе, но я думаю, что со времён выступлений в картинге мне всегда приходилось бороться на трассе». С довольно юного возраста София научилась бороться в гонках, стараться быть умной и продолжать работать, даже если в конце концов всё идет не так, как ей хотелось бы.

## Деятельность вне автоспорта

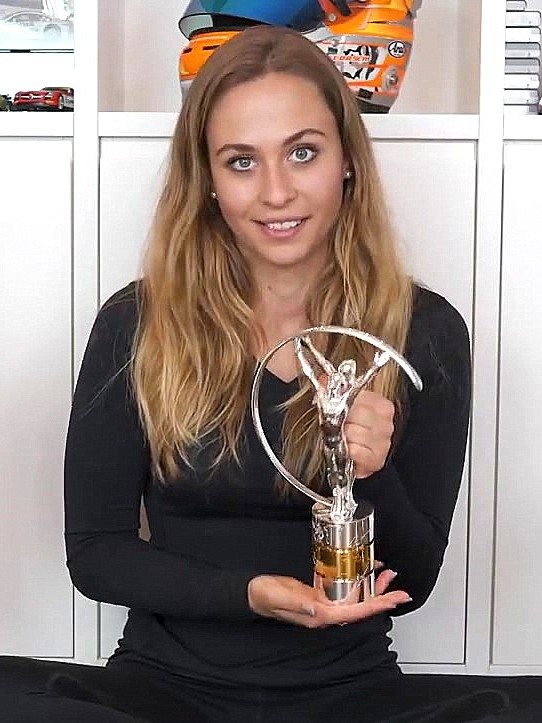
София Флёрш с наградой Laureus

В феврале 2020 года получила награду «Возвращение года в мире» на церемонии вручения наград Laureus World Sports Awards 2020. Флёрш получила награду за возвращение на Гран-при Макао 2019 года, прошедшего через год после травмы Софии на Гран-при Макао 2018 года.
Премьера документального фильма о Флёрш под названием «#RACEGIRL — Возвращение Софии Флёрш» состоялась в мае 2023 года.
В июне 2023 года озвучила автобота Арси в немецкой версии фильма «Трансформеры: Восхождение Звероботов».
27 ноября 2023 года попала на обложку немецкой версии журнала Forbes в наборе списков Forbes 30 Under 30.
Флёрш является послом бренда Schaeffler Group, а также некоммерческих организаций Dare to be Different и Wings for Life. София дважды была гостем на Международном автомобильном салоне в Германии.

### Споры
Флёрш открыто критиковала женский чемпионат Серию W; назвав это «шагом назад на спортивном уровне» и «не способом помочь женщинам в автоспорте» после запуска в 2019 году и «гендерной критикой» в 2022 году. София также раскритиковала существование связанного с Серией W чемпионата по киберспорту, проводимого во время пандемии COVID-19, поскольку, по её утверждению, это могло привести к «сегрегации за компьютером». В 2024 году, после прекращения проведения чемпионата, бывшая гонщица Серии W Эбби Итон заявила, что некоторые аргументы Флёрш «полностью ошибочны» и что «большую часть времени сообщения в её социальных сетях публикует её отец». София также раскритиковала Академию F1, называя её «сегрегацией» и «неправильным подходом».
Флёрш подвергала резкой критике немецкие автоспортивные СМИ. Приняв участие в сезоне Формулы-3 2020 года, София раскритиковала немецкие СМИ, заявив, что они отдавали предпочтение Мику и Давиду Шумахерам из-за успехов их отцов (Михаэля и Ральфа соответственно), и отказываясь писать про других немецких юных гонщиков в формульных гонках. В июле 2024 года Флёрш заявила, что немецкие автоспортивные СМИ «игнорируют» её и «дают возможность экспертам-женоненавистникам делать оскорбительные заявления».

## Общая статистика
| Легенда к таблице |                                                                       |
| --- | --------------------------------------------------------------------- |
| В таблице перечислены результаты всех гонок, в которых принимала участие гонщица. Строками таблицы являются сезоны, столбцами — этапы серии. В каждой клетке указаны сокращённое название этапа и результат, дополнительно обозначенный цветом. Расшифровка обозначений и цветов представлена в нижеследующей таблице. |                                                                       |
| \| Пример \| Описание \| \| ------------ \| --------------------------------------------------------------------- \| \| 1 \| Победительница \| \| 2 \| Второе место \| \| 3 \| Третье место \| \| 5 \| Финишировала, заработав очки \| \| Сход \| Не финишировала, но при этом заработала очки \| \| 12 \| Финишировала, не получив очков \| \| НКЛ \| Финишировала, но не попала в финальную классификацию \| \| 15 \| Участвовала вне зачёта, либо по отдельной классификации \| \| 18 \| Не финишировала, но попал в финальную классификацию \| \| Сход \| Не финишировала \| \| НКВ \| Не прошла квалификацию \| \| НПКВ \| Не прошла предквалификацию \| \| ДСК \| Дисквалифицирована \| \| ИСК \| Исключена из протокола соревнований \| \| ТТ \| Участвовала только в тренировках \| \| НС \| Участвовала в квалификации, но не стартовала в гонке \| \| Т \| Травмирована или больна \| \| ОТК \| Отказ от участия \| \| НТР \| Прибыла на соревнования, но на трассу не выезжала \| \| НПР \| Была заявлена в числе участников, но не прибыла к началу соревнований \| \| О \| Соревнования отменены \| \| \| Не участвовала \| \| Поул-позиция \| \| \| Быстрый круг \| \| |                                                                       |
| Пример | Описание                                                              |
| 1 | Победительница                                                        |
| 2 | Второе место                                                          |
| 3 | Третье место                                                          |
| 5 | Финишировала, заработав очки                                          |
| Сход | Не финишировала, но при этом заработала очки                          |
| 12 | Финишировала, не получив очков                                        |
| НКЛ | Финишировала, но не попала в финальную классификацию                  |
| 15 | Участвовала вне зачёта, либо по отдельной классификации               |
| 18 | Не финишировала, но попал в финальную классификацию                   |
| Сход | Не финишировала                                                       |
| НКВ | Не прошла квалификацию                                                |
| НПКВ | Не прошла предквалификацию                                            |
| ДСК | Дисквалифицирована                                                    |
| ИСК | Исключена из протокола соревнований                                   |
| ТТ | Участвовала только в тренировках                                      |
| НС | Участвовала в квалификации, но не стартовала в гонке                  |
| Т | Травмирована или больна                                               |
| ОТК | Отказ от участия                                                      |
| НТР | Прибыла на соревнования, но на трассу не выезжала                     |
| НПР | Была заявлена в числе участников, но не прибыла к началу соревнований |
| О | Соревнования отменены                                                 |
| | Не участвовала                                                        |
| Поул-позиция |                                                                       |
| Быстрый круг |                                                                       |

| Сезон     | Серия                       | Команда                   | Гонки                           | Победы                          | Поулы                           | Б/Круги                         | Подиумы                         | Очки                            | Место                           |
| --------- | --------------------------- | ------------------------- | ------------------------------- | ------------------------------- | ------------------------------- | ------------------------------- | ------------------------------- | ------------------------------- | ------------------------------- |
| 2015      | Ginetta Junior Championship | HHC Motorsport            | 10                              | 2                               | 1                               | 1                               | 4                               | 211                             | 11                              |
| 2016      | ADAC Формула-4              | Motopark                  | 24                              | 0                               | 0                               | 1                               | 0                               | 25                              | 19                              |
| 2017      | ADAC Формула-4              | ADAC Berlin-Brandenburg   | 20                              | 0                               | 0                               | 2                               | 2                               | 71                              | 13                              |
| 2017      | Итальянская Формула-4       | Mücke Motorsport          | 9                               | 0                               | 0                               | 0                               | 0                               | 28                              | НКЛ†                            |
| 2018      | Чемпионат Европы Формулы-3  | Van Amersfoort Racing     | 21                              | 0                               | 0                               | 0                               | 0                               | 1                               | 22                              |
| 2019      | FRECA                       | Van Amersfoort Racing     | 24                              | 0                               | 0                               | 1                               | 0                               | 149                             | 7                               |
| 2020      | Формула-3                   | Campos Racing             | 16                              | 0                               | 0                               | 0                               | 0                               | 0                               | 29                              |
| 2020      | Европейская серия Ле-Ман    | Richard Mille Racing Team | 3                               | 0                               | 0                               | 0                               | 0                               | 2                               | 25                              |
| 2021      | DTM                         | Abt Sportsline            | 14                              | 0                               | 0                               | 0                               | 0                               | 8                               | 18                              |
| 2021      | FIA WEC                     | Richard Mille Racing Team | 6                               | 0                               | 0                               | 0                               | 0                               | 31                              | 13                              |
| 2021      | Европейская серия Ле-Ман    | Algarve Pro Racing        | 1                               | 0                               | 0                               | 0                               | 1                               | 15                              | 21                              |
| 2022      | Европейская серия Ле-Ман    | Algarve Pro Racing        | 4                               | 0                               | 0                               | 0                               | 1                               | 23                              | 13                              |
| 2023      | Формула-3                   | PHM Racing by Charouz     | 18                              | 0                               | 0                               | 0                               | 0                               | 6                               | 23                              |
| 2024      | Формула-3                   | Van Amersfoort Racing     | 20                              | 0                               | 0                               | 0                               | 0                               | 0                               | 28                              |
| 2025      | Indy NXT                    | HMD Motorsports           | 1                               | 0                               | 0                               | 0                               | 0                               | 0                               | 24*                             |
| 2025      | Европейская серия Ле-Ман    | Algarve Pro Racing        | Тест-пилот и гонщик по развитию | Тест-пилот и гонщик по развитию | Тест-пилот и гонщик по развитию | Тест-пилот и гонщик по развитию | Тест-пилот и гонщик по развитию | Тест-пилот и гонщик по развитию | Тест-пилот и гонщик по развитию |
| Источник: |                             |                           |                                 |                                 |                                 |                                 |                                 |                                 |                                 |

† Флёрш участвовала в соревновании по приглашению, поэтому ей не начислялись очки чемпионата.
- Сезон продолжается.

### Результаты выступлений в Ginetta Junior Championship
| Год       | Команда        | Машина      | 1       | 2        | 3       | 4       | 5     | 6       | 7       | 8       | 9       | 10      | 11    | 12    | 13    | 14    | 15    | 16    | 17    | 18    | 19    | 20    | Место | Очки |
| --------- | -------------- | ----------- | ------- | -------- | ------- | ------- | ----- | ------- | ------- | ------- | ------- | ------- | ----- | ----- | ----- | ----- | ----- | ----- | ----- | ----- | ----- | ----- | ----- | ---- |
| 2015      | HHC Motorsport | Ginetta G40 | БРХ 1 5 | БРХ 2 21 | ДОН 1 8 | ДОН 2 8 | ТРА 1 | ТРА 2 1 | ОЛТ 1 4 | ОЛТ 2 4 | КРО 1 2 | КРО 2 3 | СНЕ 1 | СНЕ 2 | КНО 1 | КНО 2 | РОК 1 | РОК 2 | СИЛ 1 | СИЛ 2 | БРХ 1 | БРХ 2 | 11    | 211  |
| Источник: |                |             |         |          |         |         |       |         |         |         |         |         |       |       |       |       |       |       |       |       |       |       |       |      |

### Результаты выступлений в ADAC Формуле-4
| Год        | Команда                 | 1         | 2           | 3         | 4          | 5       | 6        | 7        | 8          | 9        | 10        | 11        | 12          | 13       | 14       | 15       | 16       | 17       | 18      | 19         | 20         | 21       | 22       | 23       | 24       | Место | Очки |
| ---------- | ----------------------- | --------- | ----------- | --------- | ---------- | ------- | -------- | -------- | ---------- | -------- | --------- | --------- | ----------- | -------- | -------- | -------- | -------- | -------- | ------- | ---------- | ---------- | -------- | -------- | -------- | -------- | ----- | ---- |
| 2016       | Motopark                | ОШЕ1 1 8  | ОШЕ1 2 Сход | ОШЕ1 3 5  | ЗАК 1 14   | ЗАК 2 7 | ЗАК 3 10 | ЛАУ 1 13 | ЛАУ 2 20   | ЛАУ 3 27 | ОШЕ2 1 14 | ОШЕ2 2 20 | ОШЕ2 3 10   | РБР 1 16 | РБР 2 27 | РБР 3 10 | НЮР 1 12 | НЮР 2 14 | НЮР 3 9 | ЗАН 1 Сход | ЗАН 2 Сход | ЗАН 3 29 | ХОК 1 28 | ХОК 2 12 | ХОК 3 18 | 19    | 25   |
| 2017       | ADAC Berlin-Brandenburg | ОШЕ1 1 15 | ОШЕ1 2 13   | ОШЕ1 3 22 | ЛАУ 1 Сход | ЛАУ 2 7 | ЛАУ 3 6  | РБР 1 18 | РБР 2 Сход | РБР 3 19 | ОШЕ2 1 8  | ОШЕ2 2 10 | ОШЕ2 3 Сход | НЮР 1 19 | НЮР 2 12 | НЮР 3 11 | ЗАК 1 6  | ЗАК 2 3  | ЗАК 3 7 | ХОК 1 НС   | ХОК 2 3    | ХОК 3 7  |          |          |          | 13    | 71   |
| Источники: |                         |           |             |           |            |         |          |          |            |          |           |           |             |          |          |          |          |          |         |            |            |          |          |          |          |       |      |

### Результаты выступлений в Итальянской Формуле-4
| 2017      | BWT Mücke Motorsport | МИЗ 1 18 | МИЗ 2 21 | МИЗ 3 Сход | АДР 1 7 | АДР 2 9 | АДР 3 4 | ВАЛ 1 Сход | ВАЛ 2 7 | ВАЛ 3 8 | МУД1 1 | МУД1 2 | МУД1 3 | ИМО 1 | ИМО 2 | ИМО 3 | МУД2 1 | МУД2 2 | МУД2 3 | МНЦ 1 | МНЦ 2 | МНЦ 3 | НКЛ | 28 |
| Источник: |                      |          |          |            |         |         |         |            |         |         |        |        |        |       |       |       |        |        |        |       |       |       |     |    |

### Результаты выступлений в Чемпионате Европы Формулы-3
| Год       | Команда               | Двигатель | 1    | 2    | 3    | 4     | 5     | 6     | 7     | 8     | 9     | 10       | 11       | 12       | 13       | 14       | 15       | 16       | 17       | 18       | 19       | 20       | 21       | 22         | 23       | 24       | 25       | 26       | 27       | 28       | 29       | 30       | Место | Очки |
| --------- | --------------------- | --------- | ---- | ---- | ---- | ----- | ----- | ----- | ----- | ----- | ----- | -------- | -------- | -------- | -------- | -------- | -------- | -------- | -------- | -------- | -------- | -------- | -------- | ---------- | -------- | -------- | -------- | -------- | -------- | -------- | -------- | -------- | ----- | ---- |
| 2018      | Van Amersfoort Racing | Mercedes  | ПО 1 | ПО 2 | ПО 3 | ХУН 1 | ХУН 2 | ХУН 3 | НОР 1 | НОР 2 | НОР 3 | ЗАН 1 23 | ЗАН 2 17 | ЗАН 3 19 | СПА 1 16 | СПА 2 17 | СПА 3 21 | СИЛ 1 18 | СИЛ 2 19 | СИЛ 3 17 | МИЗ 1 16 | МИЗ 2 19 | МИЗ 3 18 | НЮР 1 Сход | НЮР 2 15 | НЮР 3 21 | РБР 1 17 | РБР 2 10 | РБР 3 15 | ХОК 1 15 | ХОК 2 19 | ХОК 3 18 | 22    | 1    |
| Источник: |                       |           |      |      |      |       |       |       |       |       |       |          |          |          |          |          |          |          |          |          |          |          |          |            |          |          |          |          |          |          |          |          |       |      |

### Результаты Гран-при Макао
| 2018       | Van Amersfoort Racing | Dallara F317    | 20 | 19 | Сход |
| 2019       | HWA Racelab           | Dallara F3 2019 | 27 | 21 | Сход |
| 2023       | Van Amersfoort Racing | Dallara F3 2019 | 17 | 15 | 11   |
| Источники: |                       |                 |    |    |      |

### Результаты выступлений в Региональном европейском чемпионате Формулы
| Год       | Команда               | 1       | 2       | 3       | 4       | 5       | 6        | 7       | 8       | 9       | 10      | 11      | 12      | 13      | 14      | 15      | 16      | 17      | 18      | 19      | 20      | 21      | 22      | 23      | 24       | 25     | Место | Очки |
| --------- | --------------------- | ------- | ------- | ------- | ------- | ------- | -------- | ------- | ------- | ------- | ------- | ------- | ------- | ------- | ------- | ------- | ------- | ------- | ------- | ------- | ------- | ------- | ------- | ------- | -------- | ------ | ----- | ---- |
| 2019      | Van Amersfoort Racing | ЛЕК 1 9 | ЛЕК 2 8 | ЛЕК 3 5 | ВЛЛ 1 9 | ВЛЛ 2 5 | ВЛЛ 3 О* | ХУН 1 7 | ХУН 2 4 | ХУН 3 6 | РБР 1 6 | РБР 2 6 | РБР 3 5 | ИМО 1 7 | ИМО 2 8 | ИМО 3 4 | ИМО 4 7 | БАР 1 9 | БАР 2 8 | БАР 3 5 | МУД 1 6 | МУД 2 8 | МУД 3 9 | МНЦ 1 6 | МНЦ 2 10 | МН 3 9 | 7     | 149  |
| Источник: |                       |         |         |         |         |         |          |         |         |         |         |         |         |         |         |         |         |         |         |         |         |         |         |         |          |        |       |      |

- Третья гонка в Валлелунге была отменена из-за плохой погоды и позже прошла как четвёртая гонка в Имоле.

### Результаты выступлений в ФИА Формуле-3
| 2020       | Campos Racing         | РБР 26 | РБР 16  | РБР 21 | РБР Сход | ХУН 18 | ХУН 14 | СИЛ 22   | СИЛ 25 | СИЛ 20 | СИЛ 19 | БАР 27 | БАР 23  | СПА      | СПА      | МНЦ 21 | МНЦ 12 | МУД 22 | МУД 24   |        |          | 29 | 0 |
| 2023       | PHM Racing by Charouz | БАХ 22 | БАХ 20  | АВС 16 | АВС 18   | ЭМИ О* | ЭМИ О* | МОН 23   | МОН 23 | БАР 21 | БАР 20 | РБР 18 | РБР ДСК | СИЛ 19   | СИЛ 23   | ХУН 15 | ХУН 18 | СПА 12 | СПА 7    | МНЦ 16 | МНЦ 13   | 23 | 6 |
| 2024       | Van Amersfoort Racing | БАХ 23 | БАХ 30† | АВС 19 | АВС Сход | ЭМИ 15 | ЭМИ 12 | МОН Сход | МОН 19 | БАР 20 | БАР 18 | РБР 26 | РБР 11  | СИЛ Сход | СИЛ Сход | ХУН 23 | ХУН 23 | СПА 19 | СПА Сход | МНЦ 16 | МНЦ Сход | 28 | 0 |
| Источники: |                       |        |         |        |          |        |        |          |        |        |        |        |         |          |          |        |        |        |          |        |          |    |   |

- Этап в Имоле был отменён незадолго до его проведения из-за наводнения в районе трассы.

### Результаты выступлений в Европейской серии Ле-Ман
| 2020       | Richard Mille Racing Team | LMP2 | Oreca 07 | Gibson GK428 4.2 L V8 | ЛЕК   | СПА   | ЛЕК 11 | МНЦ 10 | АЛГ 11 |       | 25 | 2  |
| 2021       | Algarve Pro Racing        | LMP2 | Oreca 07 | Gibson GK428 4.2 L V8 | БАР   | РБР   | ЛЕК    | МНЦ    | СПА    | АЛГ 3 | 21 | 15 |
| 2022       | Algarve Pro Racing        | LMP2 | Oreca 07 | Gibson GK428 4.2 L V8 | ЛЕК 2 | ИМО 8 | МНЦ 10 | БАР 12 | СПА    | АЛГ   | 13 | 23 |
| Источники: |                           |      |          |                       |       |       |        |        |        |       |    |    |

### Результаты выступлений в 24 часах Ле-Мана
| 2020       | Richard Mille Racing Team | Татьяна Кальдерон Бейтске Виссер | Oreca 07-Gibson | LMP2        | 364 | 13   | 9    |
| 2021       | Richard Mille Racing Team | Татьяна Кальдерон Бейтске Виссер | Oreca 07-Gibson | LMP2        | 74  | Сход | Сход |
| 2022       | Algarve Pro Racing        | Джон Фалб Джек Эйткен            | Oreca 07-Gibson | LMP2        | 361 | 25   | 20   |
| 2022       | Algarve Pro Racing        | Джон Фалб Джек Эйткен            | Oreca 07-Gibson | LMP2 Pro-Am | 361 | 25   | 5    |
| Источники: |                           |                                  |                 |             |     |      |      |

### Результаты выступлений в Чемпионате мира по автогонкам на выносливость
| Год       | Команда                   | Класс | Шасси    | Двигатель             | 1     | 2     | 3     | 4        | 5     | 6     | Место | Очки |
| --------- | ------------------------- | ----- | -------- | --------------------- | ----- | ----- | ----- | -------- | ----- | ----- | ----- | ---- |
| 2021      | Richard Mille Racing Team | LMP2  | Oreca 07 | Gibson GK428 4.2 L V8 | СПА 8 | АЛГ 6 | МОН 8 | ЛМС Сход | БАХ 6 | БАХ 9 | 13    | 31   |
| Источник: |                           |       |          |                       |       |       |       |          |       |       |       |      |

### Результаты выступлений в Deutsche Tourenwagen Masters
| Год       | Команда  | Машина          | 1       | 2       | 3         | 4       | 5       | 6         | 7    | 8    | 9       | 10      | 11     | 12      | 13      | 14        | 15      | 16     | Место | Очки |
| --------- | -------- | --------------- | ------- | ------- | --------- | ------- | ------- | --------- | ---- | ---- | ------- | ------- | ------ | ------- | ------- | --------- | ------- | ------ | ----- | ---- |
| 2021      | Team Abt | Audi R8 LMS Evo | МОН1 15 | МОН2 15 | ЛАУ1 Сход | ЛАУ2 15 | ЗОЛ1 15 | ЗОЛ2 Сход | НЮР1 | НЮР2 | РБР1 17 | РБР2 15 | АСС1 9 | АСС2 16 | ХОК1 12 | ХОК2 Сход | НОР1 13 | НОР2 9 | 18    | 8    |
| Источник: |          |                 |         |         |           |         |         |           |      |      |         |         |        |         |         |           |         |        |       |      |

### Результаты выступлений в Indy NXT
| Год  | Команда         | 1      | 2   | 3   | 4   | 5   | 6   | 7   | 8   | 9   | 10  | 11  | 12  | 13  | 14  | Место | Очки |
| ---- | --------------- | ------ | --- | --- | --- | --- | --- | --- | --- | --- | --- | --- | --- | --- | --- | ----- | ---- |
| 2025 | HMD Motorsports | СТП 12 | БАР | ИМС | ИМС | ДЕТ | ГМП | РДА | МДО | IOW | ЛАГ | ЛАГ | ПОР | МИЛ | НСС | 24*   | 18*  |

- Сезон продолжается.